# Roseburia inulinivorans
Roseburia inulinivorans es una especie de bacteria del género Roseburia. Fue descrita en el año 2006. Su etimología hace referencia a degradación de inulina. Se describe como gramnegativa, aunque posiblemente sea grampositiva como otras bacterias de la misma familia. Es anaerobia estricta y móvil. Tiene un tamaño de 0,5 μm de ancho por 1,5-5,0 μm de largo. Temperatura óptima de crecimiento de 37 °C. Forma colonias blanquecinas y translúcidas. Catalasa negativa. Se ha aislado de heces humanas.